# Rhinotus crassiceps
Rhinotus crassiceps är en mångfotingart som beskrevs av Carl Graf Attems. Rhinotus crassiceps ingår i släktet Rhinotus och familjen Siphonotidae. Inga underarter finns listade i Catalogue of Life.